# アウディ・Q2
Q2（キューツー）は、ドイツの自動車メーカー、アウディが製造・販売しているコンパクトSUV型の乗用車である。

## 概要
2016年3月、ジュネーブモーターショーで発表された。
ドイツ・インゴルシュタットにある工場で製造される。プラットフォームは、フォルクスワーゲン・グループで共用されるMQBが採用され、T-Rocとは兄弟車の関係にあたる。
同社のQ3よりもコンパクトなSUVで、若年層をターゲットとする。エクステリアは新しいデザインコンセプト「ポリゴン（多角形）」を取り入れ、シングルフレームグリルを八角形とし、やや高い位置に配置することでSUVらしさを強調。サイドビューは、Cピラーに設置されたボディカラーとは別色（アイスシルバーまたはマットチタングレー）のブレードが特徴である。
インテリアには、航空機のエンジンをイメージしたデザインを採用した。さらに、あらゆる情報を12.3インチサイズの高解像度TFTディスプレイに映し出す「アウディバーチャルコックピット」が用意される。8.3インチのセンターディスプレイは、Apple CarPlay及びAndroid Autoの機能である「アウディスマートフォンインターフェイス」を利用できる（MMIナビゲーション装着時）。ラゲージ容量は、5人乗車時でも405ℓを確保しており、60:40の2分割可倒式リアシートを折りたためば、最大1,050ℓに拡大することが可能である。
熱間成型の超高張力鋼板の使用比率はボディ全体の22%に達し、要所を効果的に補強することで、事故時の乗員保護能力を高めつつ、ボディ重量を抑制した。Cd値は0.30である。全高も1,530mmと立体駐車場にも順応している。また、電動パワーアシストとともに、操舵量に応じてギヤレシオが変わる「プログレッシブステアリング」は、町中や駐車時に快適なハンドル操作を可能にする。
衝突被害軽減システムであるアウディプレセンスフロントや、アダプティブクルーズコントロール（ACC）に加え、アウディサイドアシスト、アウディアクティブレーンアシスト、トラフィックジャムアシスト、リヤクロストラフィックアシスト、アウディプレセンスベーシック、ハイビームアシストなどの運転支援機能をセットにした「セーフティパッケージ」を設定する。また、2016年のユーロNCAPによる衝突試験では5つ星の最高評価を獲得した。
ドイツ デザイン評議会が主催する「自動車ブランドコンテスト」の大賞をはじめ、ドイツの「アウトビルト」誌と「ビルト アム ゾンタック」紙の読者投票と、専門家の審査により選ばれる「2016ゴールデンステアリングホイール」（コンパクトSUVカテゴリー）、著名自動車誌「アウトツァイトゥンク」の「自動車トロフィー2016」、さらに、伝統ある「ドイツ デザインアワード」乗り物部門大賞など、様々な賞を受賞している。
同年7月14日、欧州市場で受注開始。同年11月、欧州市場での発売を開始した。
2018年10月、中国市場にロングバージョン「Q2L」を導入。中国専売モデルであるため、佛山一汽フォルクスワーゲンで生産される。
同年10月2日、パリモーターショーにて、高性能モデル「SQ2」を初公開（同年12月13日から欧州で受注開始）。最高出力300ps、最大トルク40.8kgmを発揮する2.0L 直列4気筒・直噴ガソリンターボ「TFSI」を搭載する。トランスミッションは湿式の7速Sトロニックで、駆動方式は四輪駆動の「quattro」。レッドラインを6,500rpmに設定し、0-100km/h加速は4.8秒を誇る。スポーツサスペンションを装着し、リアサスペンションはマルチリンクへ変更されている。また18インチアルミホイールを標準装備し、19インチはオプション設定である。エクステリアはフロントグリルのデザインが格子状となるほか、バンパーの形状も異なっている。マフラーは4本出しとなり、ドアミラーカバーはシルバーとなる。プログレッシブステアリングも、ギアレシオをクイックにするなど専用にチューニングされている。
2019年4月、上海モーターショーで、 BEV仕様「Q2L e-tron」を発表。中国市場専用車で、搭載されるモーターは、最高出力136hp、最大トルク29.6kgmを引き出す。バッテリーの蓄電容量は38kWhで、一回のフル充電での航続距離は最大265kmとなる。
2020年9月1日、欧州市場でマイナーチェンジ（フェイスリフト）。内外装のデザインが刷新された。エクステリアでは、シングルフレームの位置が従来よりもわずかに下げられた。ボンネット先端には、往年のAudi Sport quattroのイメージを受け継ぐ3分割スリットを設けた。さらに、開口部が拡大したフロントバンパー、5角形のモチーフを取り入れた力強い印象のリヤバンパー、新デザインのリヤディフューザーなどが採用された。マトリクスLEDヘッドライトのヘッドライトモジュールには7個のLEDが組み込まれるほか、ダイナミックインジケーターも用意される。インテリアでは、エアベントやシフトレバーのデザインが変更されたほか、12.3インチ液晶ディスプレイの「バーチャルコックピット」を用意する。ステアリングホイールには、静電容量式のタッチセンサーが備わる。オプションで、車高を10mm低下させる「スポーツサスペンション」や「ダンパーコントロール付きサスペンション」を装備することも可能である。
2024年3月8日、欧州市場で、2度目のマイナーチェンジ。内外装のデザインに大きな変更はなく、インフォテインメント関連のアップデートが主となる。MMIセンターディスプレイは8.8インチに大型化され、タッチパネルに対応した。日常会話にも対応しており、複雑な指示や質問に瞬時に反応することが可能である。なお、これまでセンターコンソールに設置されていた手元のコントローラースイッチは廃止された。加えて、バーチャルコックピットや道路標識認識機能、車線逸脱警告、リヤパークアシストが全車に標準装備となった。

### 安全装備
主なドライバーアシスタンスシステムは、次の通り。 
- アウディプレセンスフロント：約10km/h～250km/hで走行中に、前走車や歩行者を検出し、必要に応じて、衝突被害軽減ブレーキを作動させ、衝突の被害を軽減・回避する。
- アダプティブクルーズコントロール（ACC）：約0km/h～200km/hで走行中に、レーダーセンサーを用いて前方車両を検知し、ブレーキやアクセルを自動制御して、車間距離を一定に保持。Stop＆Go機能を使用すると、自動的に車両を停止させ、再始動させる。
- トラフィックジャムアシスト：高速道路などでの渋滞した状況で、約0km/h～65km/h走行時に、走行区分線や周囲の建物、隣車線や前方を走る車両を感知し、ドライバーのステアリング操作をアシストする。
- アウディ アクティブレーンアシスト：約65km/h～250km/hで走行中に、ドライバーがウインカーを起動せずに、走行レーンをはみ出しそうになると、認識した車線内での走行を維持するため、ステアリングを自動修正して、走行車線内にとどまるようアシストする。
- アウディ サイドアシスト：約15㎞/h以上で走行中に、2つのレーダーセンサーが、隣車線の後方から近づいてくる車両を感知し、該当する側のサイドミラーに搭載されたLEDを点灯させ、ドライバーに警告する。
- リアクロストラフィックアシスト：駐車スペースからバックで出る場合に、車両後方のクルマをレーダーで検知し、近づいてくるクルマをMMIディスプレイに表示する。
- アウディ パーキングシステム/リヤビューカメラ：音と視覚でクルマの前後を把握し、クルマの曲げ半径と移動方向から、検出した物体までの距離とガイドラインを、MMIディスプレイ上でビジュアル表示する。
- アウディプレセンスベーシック：衝突の危険を察知すると、乗員を保護するために、フロントのシートベルト巻き上げや、ハザードランプの点滅など、万一の事故の場合に、必要に応じた機能が自動的に作動する。
- ハイビームアシスト：周囲の状況をシステムが検知し、道路状況に応じて、ハイビームのオン/オフを自動的にコントロールする。

### ドイツでの販売台数
- 2016年：第2四半期に2,205台が新規登録され、そのうち、1,152台がディーゼル仕様、360台が四輪駆動であった[16]。
- 2017年：第2四半期に23,147台が新規登録され、そのうち、6,473台がディーゼル仕様、3,339台が四輪駆動であった[17]。
- 2018年：第2四半期に20,865台が新規登録され、そのうち、5,487台がディーゼル仕様、3,699台が四輪駆動であった[18]。

### 日本での販売
2017年4月26日、Q2を正式発表し、同日より受注開始（同年6月13日から発売）。グレードは1.0L 直列3気筒・TFSIエンジンを搭載した「1.0 TFSI」と「1.0 TFSI sport」、シリンダー休止システム（COD）付の1.4L 直列4気筒・TFSIエンジンを搭載した「1.4 TFSI cylinder on demand sport」の3種類となる。トランスミッションは乾式の7速Sトロニックで、FFのみの設定となる。全車にプログレッシブステアリングと、スタートストップシステム＆エネルギー回生システムが標準装備される。さらに「1.0 TFSI sport」と「1.4 TFSI cylinder on demand sport」には、衝突被害軽減ブレーキ（アウディプレセンスフロント）とアダプティブクルーズコントロール（ACC）を標準設定した。
併せて、導入記念モデル「1st edition」を280台限定で設定。「1.4 TFSI cylinder on demand sport」をベースに、専用装備を追加し」、安全装備を充実させたモデルである。特別装備として、エクステリアではS line バンパーと7J×18インチサイズの5スポークYデザインのアルミホイールが奢られ、インテリアでは、ダッシュボードとセンターコンソール両側のデコラティブパネルの内部に組み込まれた「アンビエントライティング」が備わる。ほかにも、アウディバーチャルコックピットとオートマチックテールゲートを標準装備とした。全5色のボディカラーのうち、デイトナグレー パールエフェクトは本モデル専用カラーとなる。 
2018年1月6日、特別仕様車「#touring limited」を150台限定で発売。「1.4 TFSI cylinder on demand sport」をベースに、5アームにグレーペイントを施した専用デザインの18インチアルミホイールを特別装備した。ほかにもナビゲーションパッケージやアシスタンスパッケージ、オートマチックテールゲート、バーチャルコックピット等を標準装備とした。
同年3月5日、Q2に特別仕様車「#anniversary limited」を400台限定で発売。「1.0 TFSI sport」をベースに、専用の7スポークローターデザインの17インチアルミホイールや専用のレッド/ブラックのスポーツシート、デコラティブパネルレッドを特別装備したモデルである。ほかにも、ナビゲーションパッケージやアシスタンスパッケージ、オートマチックテールゲート、バーチャルコックピットを標準装備とした。
同年9月20日、仕様変更。グレード名称が「1.0 TFSI」は「30 TFSI」に、「1.4 TFSI」は「35 TFSI」に、それぞれ変更された（ラインアップ編成は変更なし）。同時に、ベースグレード「30 TFSI」にも、アウディプレセンスフロントとレイン/ライトセンサーを標準装備とした。また「30 TFSI sport」と「35 TFSI cylinder on demand sport」に、専用のバンパーやステアリング、アルミホイールなどをセットにしたS lineパッケージを新設定した。
併せて、特別仕様車「#contrast limited」を250台限定で発売。「30 TFSI sport」をベースに、バンパー下部やホイールアーチ、サイドスカートなどを専用コントラストペイントのマンハッタングレーに、ラジエーターグリルはチタニウムブラック、ブレードはマンハッタングレーのカラーリングを施したモデルである。さらに、特別装備としてコントラストグレーの5アームダイナミックデザイン18インチアルミホイールを装着している。ほかにも、バーチャルコックピットやマルチカラーアンビエントライティングを標準装備とした。
2019年2月19日、特別仕様車「#black styling」を375台限定で発売。「30 TFSI sport」をベースに、ブラックスタイリングパッケージ（シングルフレームグリル、フロント/リヤバンパー）を配し、ブレードにはマットチタングレーのカラーリングを施したモデルである。さらに、特別装備としてコントラストグレーの5アームダイナミックデザイン18インチアルミホイールを装着している。ほかにも、バーチャルコックピット、MMIナビゲーション、アシスタンスパッケージ、オートマチックテールゲートを標準装備とした。
同年7月17日、特別仕様車「#passion」（300台限定）と「#black elegance」（150台限定）を発売。両者とも「30 TFSI sport」をベースとし、ナビゲーションパッケージ、アシスタンスパッケージ、オートマチックテールゲート、バーチャルコックピットを標準装備とした。加えて「#passion」はリヤエンドピラーのブレードをボディ同色とし、グリルやバンパー等に黒のアクセントカラーを配した。さらに、特別装備として19インチの大径Audi Sportアルミホイールや専用色のスポーツシート、デコラティブパネルを装着している。 「#black elegance」は、ブレード色をマットチタングレーとし、特別装備としてスポーティな10Yスポークのグロスブラック ポリッシュト19インチアルミホイール（Audi Sport）を装着している。
同年11月19日、特別仕様車「#contrast styling」を、375台限定で発売。「30 TFSI sport」をベースに、特別装備としてグレーのバンパー、ホイールアーチ、サイドスカートと5アームオフロードスタイルの18インチアルミホイール（Audi Sport）を装着している。ほかにも、ナビゲーションパッケージ、アシスタンスパッケージ、オートマッチテールゲート、バーチャルコックピットを標準装備とした。
同年12月3日、高性能モデル「SQ2」の販売を開始。日本仕様では唯一の四輪駆動（quattro）モデルとなる。ボディカラーは、デイトナグレーPEやクワンタムグレーなどの専用色を含め全8色を用意する。「SQ2インテリアデザインパッケージ」を選択すれば、ロックグレー ステッチを施したマグマレッドのファインナッパレザーや、エアコン吹き出し口に付くレッドアクセントリング、マルチカラーアンビエントライティングが装着される。
2020年4月14日、仕様変更。「30 TFSI sport」と「35 TFSI cylinder on demand sport」向けに、コンフォートパッケージ、black stylingパッケージ、S line plus パッケージの3つを新設定した。
同年11月4日、Q2に新グレード「35 TDI sport」を追加設定。最高出力150PS、最大トルク340Nmを発生する、2.0L 直列4気筒・直噴ディーゼルターボの「2.0 TDI」を搭載している。コモンレール式燃料噴射システムをはじめ、排ガス中のPM（粒子状物質）を吸着するため、DPFや尿素SCRシステムを採用した。トランスミッションは湿式の7速Sトロニックで、TDIの特性に合わせてギア比を全体的に低めている。駆動はFFのみとなる。ナビゲーションパッケージ、バーチャルコックピット、オートマチックテールゲート、アシスタンスパッケージを標準装備としている。
2021年2月24日、Q2がマイナーチェンジ。内外装のデザインを刷新するとともに、グレード構成をadvanced / S line の2つとした。「advanced」は、アンダーガードがシルバーに、サイドシルやブレードにマンハッタングレーメタリックのコントラストペイントが施される。「S line」は、アンダーガードとサイドシルがボディ同色となり、セレナイトシルバーのブレードにはSルーフスポイラーが備わる。パワートレインは、最高出力110kW（150PS）、最大トルク250Nmを発揮する新開発の1.5L 直列4気筒・TFSIを搭載する。気筒休止システムのシリンダーオンデマンド（COD）を採用し、7速Sトロニックを組み合わせる。FFのみの設定となる。ボディカラーはアップルグリーンメタリックを含む5つの新色を設定したほか、ブレードのカラーラインナップも一新された。なおディーゼル仕様の「35 TDI sport」は廃止され、ガソリン仕様のみとなった。
併せて、導入記念車「 1st edition」を125台限定で販売。「35 TFSI S line」をベースに、特別装備としてAudi Sport 19インチアルミホイールを装着している。ほかにもコンビニエンス&アシスタンスパッケージ、ナビゲーションパッケージ、テクノロジーパッケージ、S lineプラスパッケージ、ブラックスタイリングパッケージ、マトリクスLEDヘッドライト（ダイナミックインジケーター付）を標準装備とした。
2022年2月7日、SQ2がマイナーチェンジ。Q2と同様に内外装のデザインが刷新された。パワートレインに変更はない。
同年5月17日、Q2に新グレード「35 TDI advanced」と「35 TDI S line」を追加設定。先行してリリースされたガソリン仕様と同様に内外装のデザインを刷新し、グレード構成をadvanced / S line の2つとした。パワートレインに変更はない。
2023年7月5日、Q2に特別仕様車「Black Style PLUS」を設定し、400台限定で販売。「35 TDI advanced」および「35 TFSI advanced」をベースに、特別装備としてAudi Sport製 ブラックダイヤモンドターニング加工の18インチ5ツインスポーク トラペゾイダルスタイルアルミホイールや専用のマトリクスLEDヘッドライトを装着するとともに、パーシャルレザーインテリアを採用した。また、専用色としてアローグレー パールエフェクトを用意する。ほかにもコンビニエンス&アシスタンスパッケージ、ナビゲーションパッケージ、テクノロジーパッケージ、ブラックAudi ringsブラックスタイリングパッケージを標準装備とした。
2024年5月14日、Q2に特別仕様車「urban chic edition」を250台限定で販売。「35 TFSI advanced」をベースに、特別装備として専用のマトリクスLEDヘッドライトやパーシャルレザー素材のスポーツシート、ライトグラフィックのデコラティブパネルを装着している。ボディカラーはデューシルバー メタリックとアローグレーパール エフェクトの2色を用意し、サイドブレードをマンハッタングレーメタリックで統一した。ほかにもグラファイトグレーの18インチ5アームダイナミックデザインアルミホイール、ブラックAudi rings &ブラックスタイリングパッケージ、コンビニエンス&アシスタンスパッケージ、ナビゲーションパッケージを標準装備とした。
同年12月4日、Q2/SQ2が2度目のマイナーチェンジ。全モデルに新しいインフォテインメントシステム"MIB3"を搭載し、12.3インチのバーチャルコクピットプラスや8.8インチのタッチスクリーンが標準装備となった。さらに、ディーゼル仕様が四輪駆動化されるとともに、最大トルクが360Nmに向上した。なお、グレード名は「35 TDI quattro advanced」と「35 TDI quattro S line」に改められた。これらは、SQ2に代わり、同社のラインアップにおいて最もコンパクトなquattroモデルとなる。

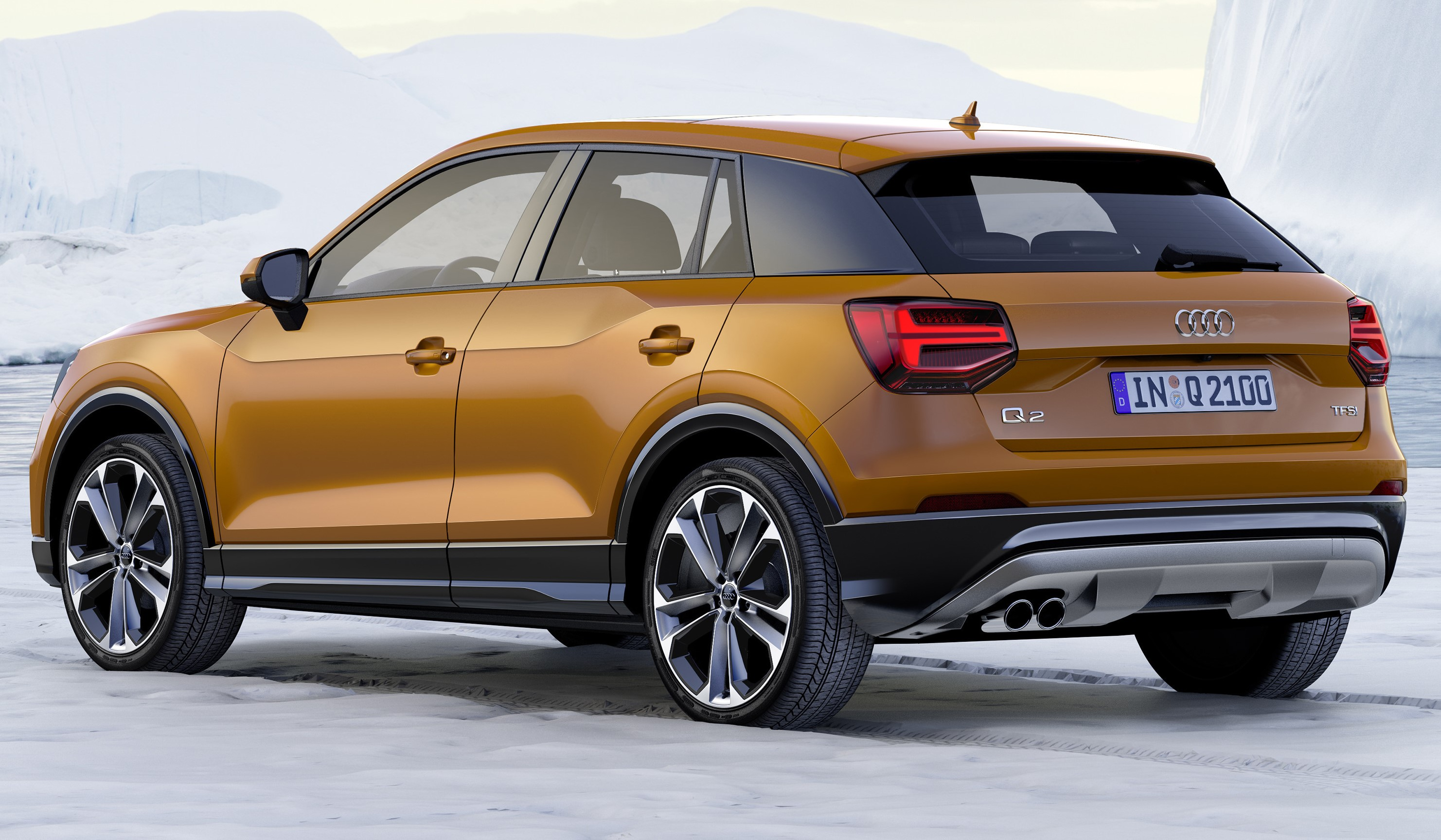
Q2（前期型）
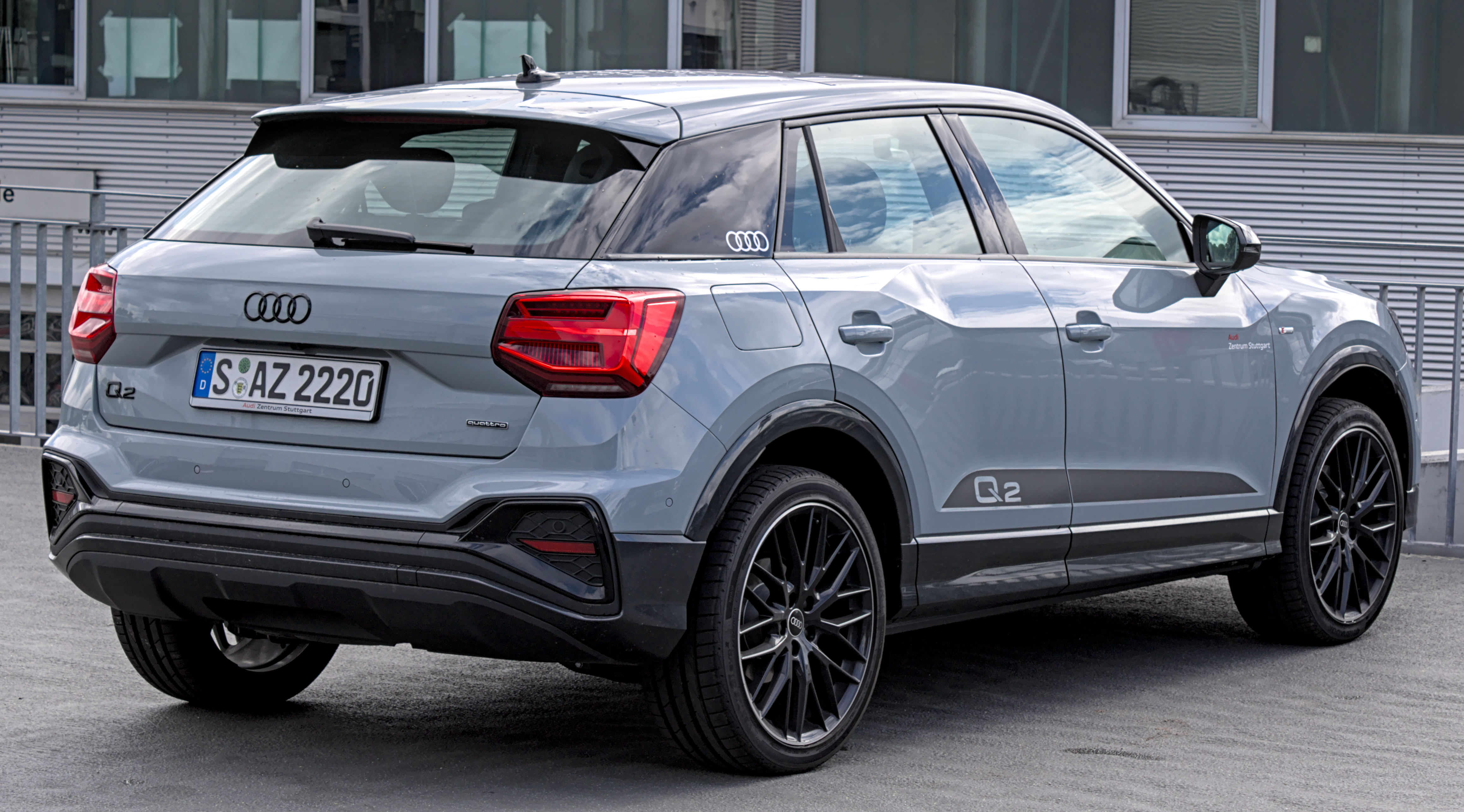
Q2（後期型）
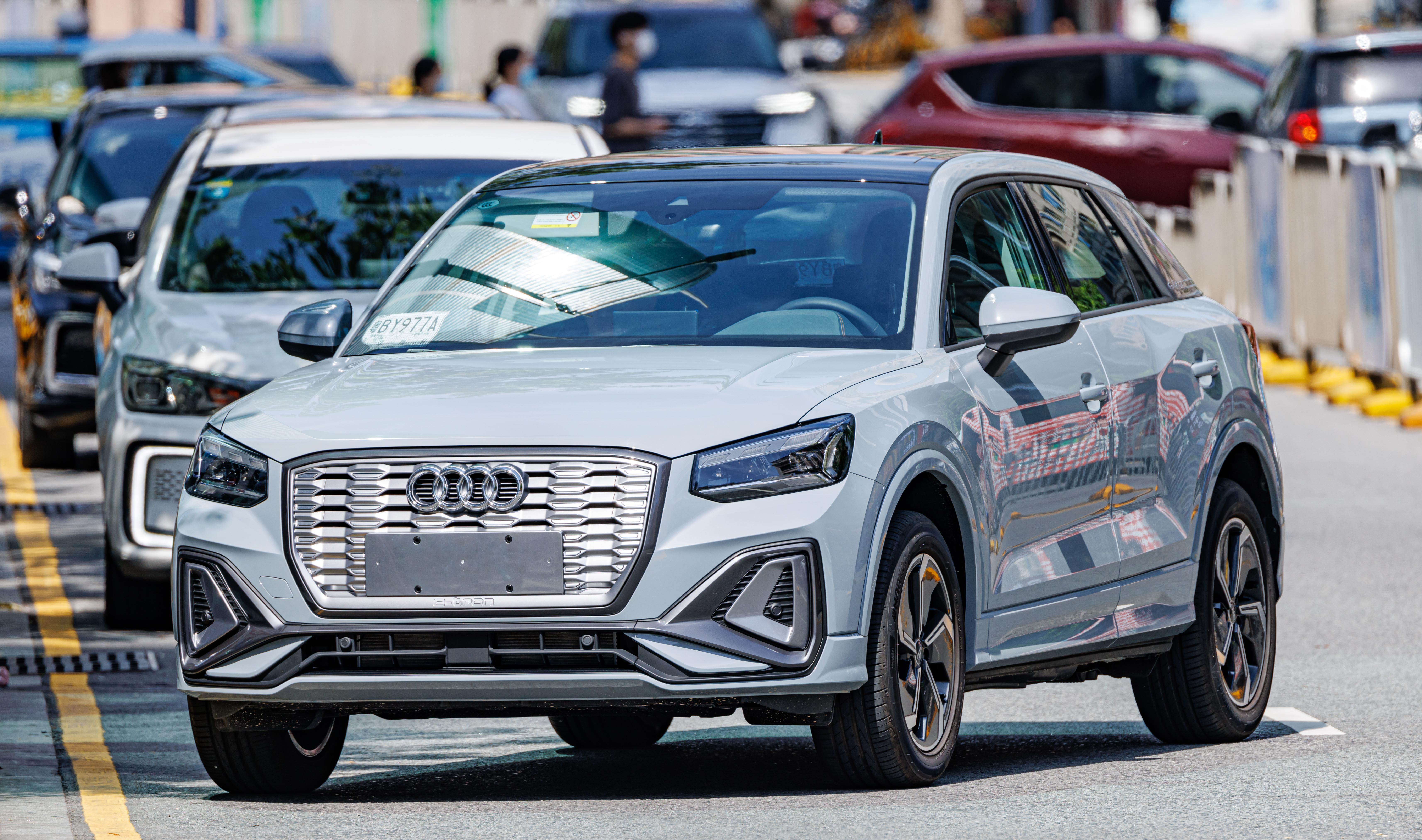
Q2L e-tron
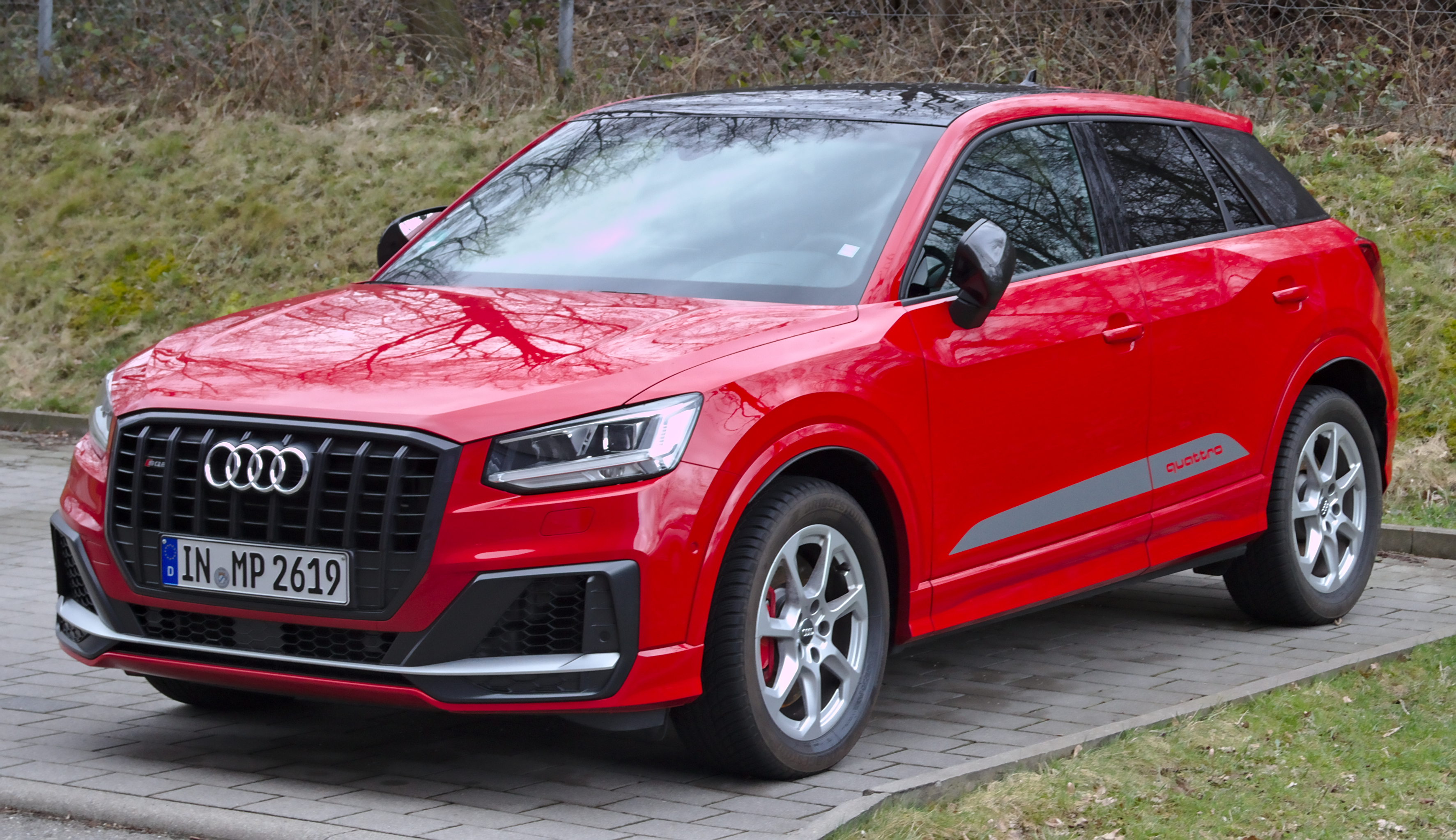
SQ2（前期型）
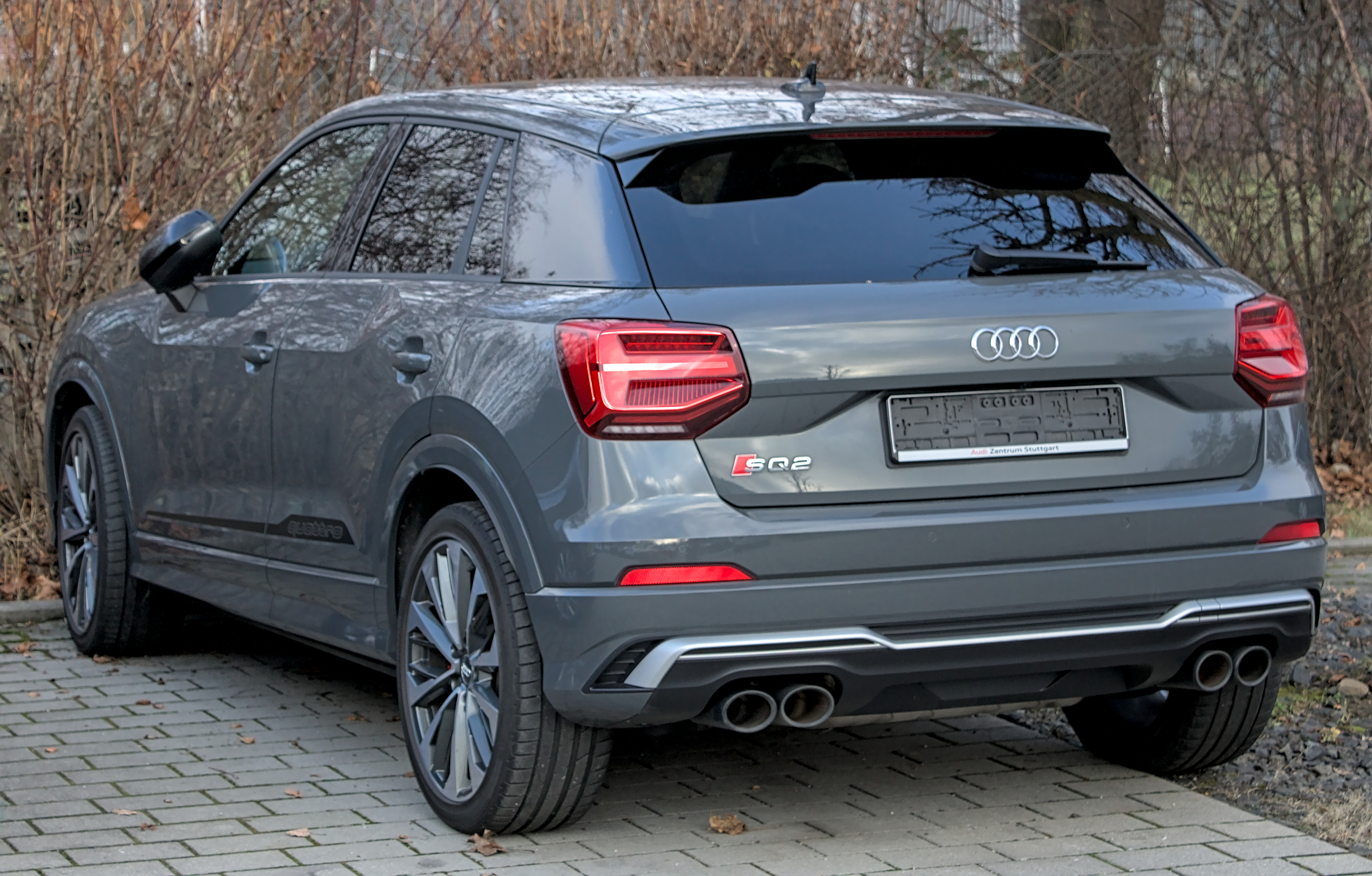
SQ2（前期型）
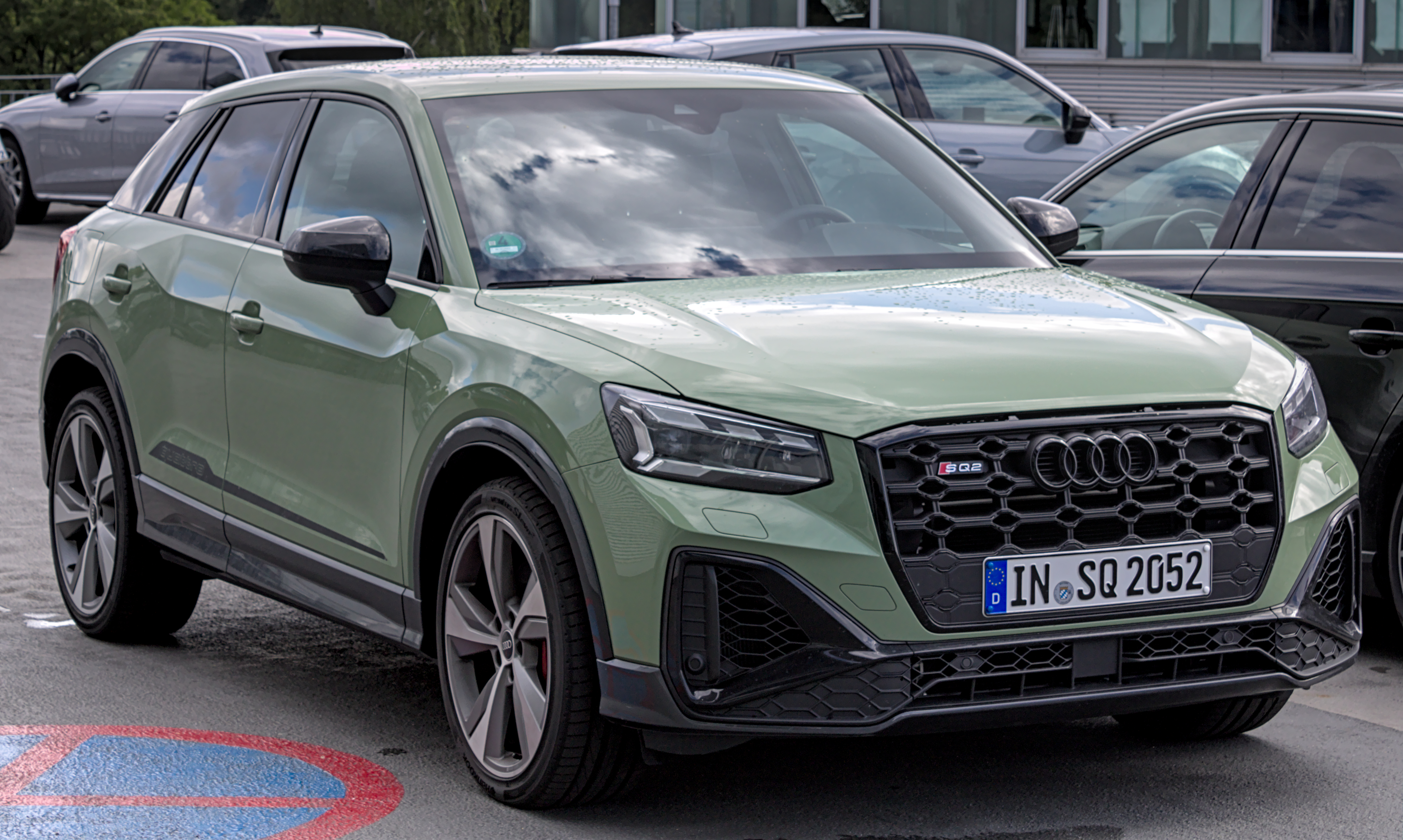
SQ2（後期型）
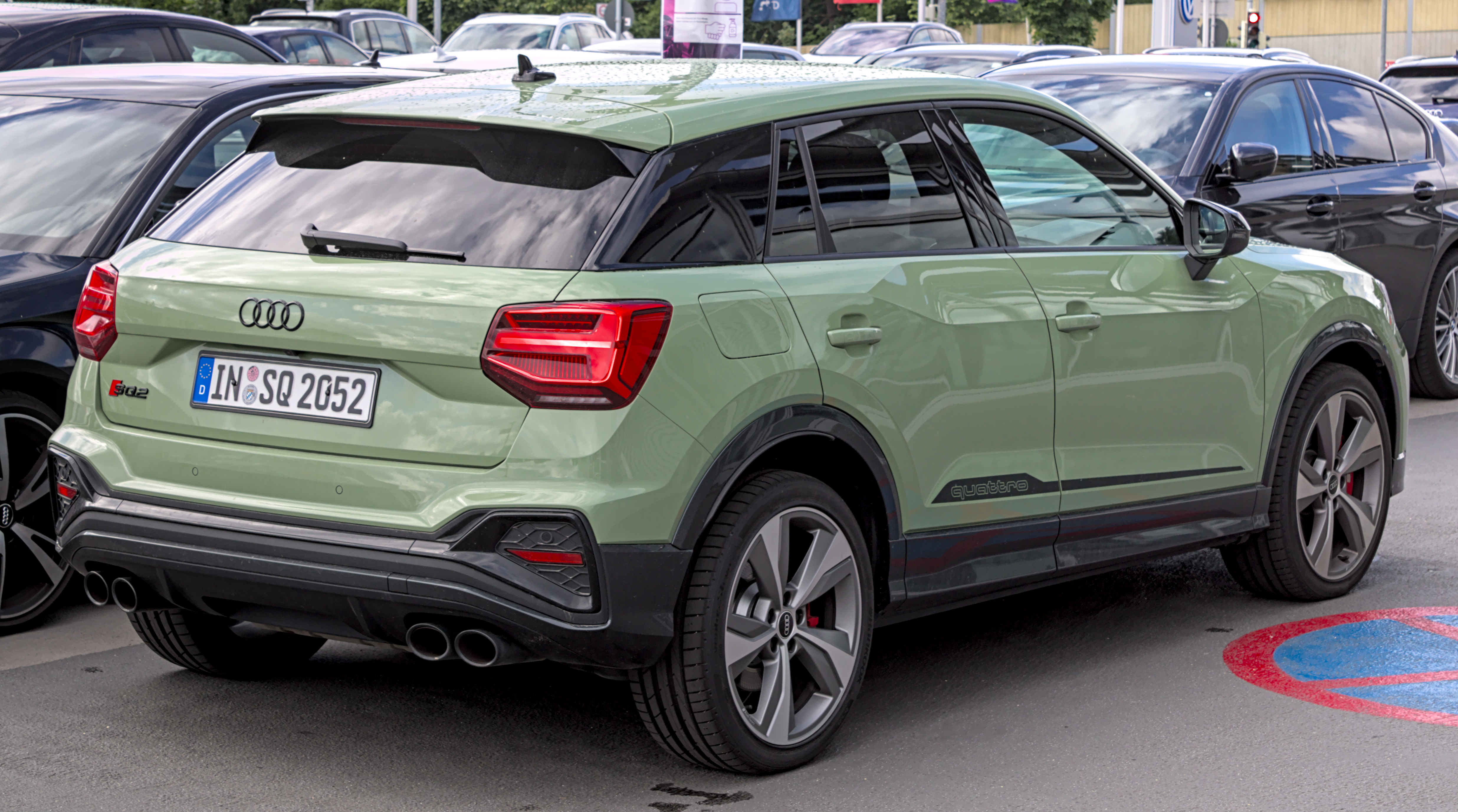
SQ2（後期型）

## 技術資料

### NEDC排出基準（～2018年）
|                            | 1.0 TFSI                                | 1.4 TFSI COD                            | 2.0 TFSI                                | 1.6 TDI                                   | 2.0 TDI                                   | 2.0 TDI                                   |
| -------------------------- | --------------------------------------- | --------------------------------------- | --------------------------------------- | ----------------------------------------- | ----------------------------------------- | ----------------------------------------- |
| 販売期間                   | 2017年1月 – 2018年8月                   | 2016年10月 – 2018年8月                  | 2017年7月 – 2018年8月                   | 2016年10月 – 2018年8月                    | 2016年10月 – 2018年8月                    | 2016年10月 – 2018年8月                    |
| 型式                       | CHZJ                                    | CZEA                                    | CZPB                                    | DDYA                                      | DFGA                                      | DFHA                                      |
| 系統                       | VW EA211                                | VW EA211                                | VW EA888                                | VW EA288                                  | VW EA288                                  | VW EA288                                  |
| 種類                       | 直列3気筒DOHC 12バルブ ガソリンエンジン | 直列4気筒DOHC 16バルブ ガソリンエンジン | 直列4気筒DOHC 16バルブ ガソリンエンジン | 直列4気筒DOHC 16バルブ ディーゼルエンジン | 直列4気筒DOHC 16バルブ ディーゼルエンジン | 直列4気筒DOHC 16バルブ ディーゼルエンジン |
| 燃料噴射方式               | 直噴                                    | 直噴                                    | 直噴                                    | 直噴                                      | 直噴                                      | 直噴                                      |
| 吸気方式                   | ターボ                                  | ターボ                                  | ターボ                                  | ターボ                                    | ターボ                                    | ターボ                                    |
| 排気量                     | 999 cc                                  | 1,395 cc                                | 1,984 cc                                | 1,598 cc                                  | 1,968 cc                                  | 1,968 cc                                  |
| 最高出力                   | 85 kW (116 PS) /5,000–5,500             | 110 kW (150 PS) /5,000–6,000            | 140 kW (190 PS) /4,200–6,000            | 85 kW (116 PS) /3,250–4,000               | 110 kW (150 PS) /3,500–4,000              | 140 kW (190 PS) /3,500–4,000              |
| 最大トルク                 | 200 Nm /2,000–3,500                     | 250 Nm /1,500–3,500                     | 320 Nm /1,450–4,150                     | 250 Nm /1,500–3,200                       | 340 Nm /1,750–3,000                       | 400 Nm /1,900–3,300                       |
| 駆動方式                   | FF                                      | FF                                      | 4WD                                     | FF                                        | 4WD                                       | 4WD                                       |
| 変速機                     | 6速MT 7速Sトロニック                    | 6速MT 7速Sトロニック                    | 7速Sトロニック                          | 6速MT 7速Sトロニック                      | 7速Sトロニック                            | 7速Sトロニック                            |
| 車両重量                   | 1,280–1,315 kg                          | 1,340–1,355 kg                          | 1,505 kg                                | 1,385–1,395 kg                            | 1,550 kg                                  | 1,555 kg                                  |
| 最大積載量                 | 485 kg                                  | 485 kg                                  | 485 kg                                  | 485 kg                                    | 485 kg                                    | 485 kg                                    |
| 0–100 km/h 加速            | 10.1–10.3 s                             | 8.5 s                                   | 6.5 s                                   | 10.3–10.5 s                               | 8.1 s                                     | 7.3 s                                     |
| 最高速度                   | 197 km/h                                | 212 km/h                                | 228 km/h                                | 197 km/h                                  | 211 km/h                                  | 218 km/h                                  |
| 複合モード燃料消費率       | 5.1–5.4 l                               | 5.2–5.8 l                               | 6.1–6.4 l                               | 4.1–4.6 l                                 | 4.8–5.0 l                                 | 4.9–5.1 l                                 |
| CO2排出量                  | 117–123 g/km                            | 119–130 g/km                            | 139–146 g/km                            | 117–122 g/km                              | 125–131 g/km                              | 128–134 g/km                              |
| 排出ガス処理システム（PM） | –                                       | –                                       | –                                       | DPF                                       | DPF                                       | DPF                                       |
| 排出ガス基準               | Euro 6                                  | Euro 6                                  | Euro 6                                  | Euro 6                                    | Euro 6                                    | Euro 6                                    |

### WLTP排出基準（2018年～）
|                             | 30 TFSI                                 | 35 TFSI                                 | 40 TFSI                                 | 2.0 TFSI (SQ2)                          | 30 TDI                                    | 35 TDI                                    |
| --------------------------- | --------------------------------------- | --------------------------------------- | --------------------------------------- | --------------------------------------- | ----------------------------------------- | ----------------------------------------- |
| 販売期間                    | 2018年10月 -                            | 2018年11月 -                            | 2018年12月 -                            | 2018年12月 -                            | 2018年9月 -                               | 2019年1月 -                               |
| 型式                        | DKR                                     | DAD                                     | DKZ                                     | DNU                                     | DGT                                       | DFG                                       |
| 系統                        | VW EA211                                | VW EA211 evo                            | VW EA888                                | VW EA888                                | VW EA288                                  | VW EA288                                  |
| 種類                        | 直列3気筒DOHC 12バルブ ガソリンエンジン | 直列4気筒DOHC 16バルブ ガソリンエンジン | 直列4気筒DOHC 16バルブ ガソリンエンジン | 直列4気筒DOHC 16バルブ ガソリンエンジン | 直列4気筒DOHC 16バルブ ディーゼルエンジン | 直列4気筒DOHC 16バルブ ディーゼルエンジン |
| 燃料噴射方式                | 直噴                                    | 直噴                                    | 直噴                                    | 直噴                                    | 直噴                                      | 直噴                                      |
| 吸気方式                    | ターボ                                  | ターボ                                  | ターボ                                  | ターボ                                  | ターボ                                    | ターボ                                    |
| 排気量                      | 999 cc                                  | 1,498 cc                                | 1,984 cc                                | 1,984 cc                                | 1,598 cc                                  | 1,968 cc                                  |
| 最高出力                    | 85 kW (116 PS) /5,000–5,500             | 110 kW (150 PS) /5,000–6,000            | 140 kW (190 PS) /4,200–6,000            | 221 kW (300 PS) /5,300–6,500            | 85 kW (116 PS) /3,250–4,000               | 110 kW (150 PS) /3,500–4,000              |
| 最大トルク                  | 200 Nm /2,000–3,500                     | 250 Nm /1,500–3,500                     | 320 Nm /1,500–4,100                     | 400 Nm /2,000–5,200                     | 250 Nm /1,750–3,200                       | 340 Nm /1,750–3,000                       |
| 駆動方式                    | FF                                      | FF                                      | 4WD                                     | 4WD                                     | FF                                        | FF / 4WD                                  |
| 変速機                      | 6速MT 7速Sトロニック                    | 6速MT 7速Sトロニック                    | 7速Sトロニック                          | 7速Sトロニック                          | 6速MT 7速Sトロニック                      | 6速MT 7速Sトロニック                      |
| 車両重量                    | 1,300–1,325 kg                          | 1,340–1,365 kg                          | 1,505 kg                                | 1,585 kg                                | 1,420–1,435 kg                            | 1,440–1,465 kg                            |
| 0–100 km/h 加速             | 10.1–10.3 s                             | 8.5 s                                   | 6.5 s                                   | 4.8 s                                   | 10.3–10.5 s                               | 8.5 s                                     |
| 最高速度                    | 197 km/h                                | 212 km/h                                | 228 km/h                                | 250 km/h                                | 197 km/h                                  | 211 km/h                                  |
| 複合モード燃料消費率        | 5.9–6.5 l                               | 6.4–7.4 l                               | 7.9–8.5 l                               | 8.5–8.8 l                               | 5.6–6.4 l                                 | 5.2–6.4 l                                 |
| CO2排出量                   | 134–146 g/km                            | 146–169 g/km                            | 178–192 g/km                            | 191–199 g/km                            | 146–168 g/km                              | 137–168 g/km                              |
| 排出ガス処理システム（PM）  | GPF                                     | GPF                                     | GPF                                     | GPF                                     | DPF                                       | DPF                                       |
| 排出ガス処理システム（NOX） | –                                       | –                                       | –                                       | –                                       | 尿素SCR                                   | 尿素SCR                                   |
| 排出ガス基準                | Euro 6d-TEMP                            | Euro 6d-TEMP                            | Euro 6d-TEMP-EVAP                       | Euro 6d-TEMP-EVAP                       | Euro 6d-TEMP                              | Euro 6d-TEMP                              |